# Väddväxter
Väddväxter (Dipsacaceae) är en familj av trikolpater med omkring 250 arter i omkring tio släkten. De flesta är ett-, två- eller fleråriga örter och buskar. De kommer ursprungligen från tempererade områden på norra halvklotet. I Sverige förekommer arter ur fem släkten, men endast två arter är vanliga: ängsvädd (Succisa pratensis) och åkervädd (Knautia arvensis).
Klassificeringssystemet APG II anger att väddväxterna alternativt kan ingå i kaprifolväxterna (Caprifoliaceae) men det är även korrekt att låta dem vara en fristående familj. När det gäller släktena i väddväxtfamiljen förekommer olika uppgifter om antalet och vilka släkten som ingår. De släkten som anges i faktarutan anges dock av Angiosperm Phylogeny Website.